# 山稻
山稻，源自爪哇稻的一種概稱品類，指離水性高到不僅不必種於水田還能種活在缺水的山丘地之稻米，史上記載最早大規模種植出現於中國北方山丘地帶。

## 概述
爪哇稻是一種起源於東南亞的山區稻種，種植於印尼、馬來半島、泰國等地，由南島民族傳播至亞洲各地，形成各種品種。
史书记载：「山稻，种于内图及黎山中，燔林成灰，因灰为粪，不需牛力，以锥土而播种焉，不加灌溉，自然秀实，连岁有收，地乃去之，更择它处。」在古代黎族人便首先適應所居地區的山地缺水特性，艱苦開發出了增產糧食的稻種，使用刀耕火種方法在山上量產。1932-1933年，中山大学农学院的研究人员在崖县(今三亚市)发现了“山稻庞粒”的野生稻种，首次開始科學化研究和現代化種植。
目前浙江省林業科學院是山稻課題的前列研究機構，花費多年訪查少數民族地區尋找失傳的山稻種，已經基因定序30多種山稻，主要有籼米、粳米、糯米三类並開發了其現代化利用價值，以往山稻由於產量不高在農業綠色革命後新品種水稻和化肥、機械運用大大增長產量，原本就稀少存在於特殊地域的山稻逐漸被淘汰失傳，但目前山區經濟作物多元化的發展態勢下，學界發現山稻有新經濟價值，例如在山區耕作油茶樹時往往飽受雜草爭奪樹苗發展資源導致死苗或是除草費用大增的困擾，此時若將油茶樹和山稻穿插種植，稻長得比草快反壓制了雜草的生長，稻米收穫後還能賣錢補貼除草費用，大幅優化了油茶樹的生長環境。
2014年山稻利用價值的專案引起浙江省政协高度关注，中國水稻研究所視為農民脫貧的另類方法，林業科學院前期在全省的武义、新昌、青田等地油茶、香榧等林地套种山稻累计5000亩。實驗結果每年每亩可减少除草费用500元人民幣，山稻本身又多收产值为3000元，讓樹類每亩增加产值可达2万元。